# الكونغو البلجيكية
الكونغو البلجيكية هي مستعمرة بلجيكية ناطقة باللغة الفرنسية في وسط أفريقيا تأسست عام 1908 حتى استقلالها في عام 1960 عاصمتها كينشاسا، خلال الحرب العالمية الثانية كانت الكونغو البلجيكية أهم مصدري اليورانيوم إلى الولايات المتحدة.
تناط مهمة إدارة المستعمرة بنائب يمثل ملك البلجيك فيها وقد تعاقب على المستعمرة 10 حكام خلال 52 عام.

## أعلام
- بيري موليل
- ليوني أبو
- بوب نيل
- جان كالالا نتومبا